# Kruk (pomost bojowy)

Schemat kruka

Kruk (łac. corvus) – ruchomy pomost abordażowy, wprowadzony przez flotę rzymską w okresie wojen punickich.
Miał postać trapu o długości 6 sążni (około 11 metrów) i szerokości 4 stóp (około 1,3 metra). Po obu stronach zabezpieczony był wysoką do kolan balustradą i zakończony żelaznymi hakami. Mocowany obrotowo na dziobie okrętu. Podnoszony i opuszczany za pomocą wysokiego na 4 sążnie (około 7,4-8 metrów) słupa oraz systemu lin i wielokrążków. 
Konstrukcja pozwalała na obrót pomostu w zakresie 300 stopni, mógł być więc opuszczany z obu burt w przedniej części okrętu. Haki wbijały się w pokład okrętu przeciwnika. Po tak ustabilizowanym trapie legioniści dwójkami dostawali się na wrogi okręt. Dzięki tej metodzie abordażu Rzymianie, przez zdyscyplinowanie i wyszkolenie swoich żołnierzy w walce wręcz, mogli zrekompensować początkowe małe doświadczenie w wojnie na morzu.
Po raz pierwszy kruki zostały zamontowane na okrętach rzymskich w 260 p.n.e. w Messanie. Użyte bojowo niedługo potem w bitwie pod Mylae, a następnie w bitwie koło przylądka Eknomos w 256 p.n.e. Walnie przyczyniły się do zwycięstw Rzymian.
Jednak Kartagińczycy opanowali metody walki z krukami, przestał więc działać czynnik zaskoczenia. Kruki powodowały wzrost wagi okrętu, a przez to zmniejszenie jego zwrotności. Wraz ze wzrostem doświadczenia marynarki rzymskiej zrezygnowano z ich użycia około 255 p.n.e. Po bitwie koło przylądka Eknomos nie są już wymieniane w źródłach z epoki.
Według niektórych historyków przyczyną dużych strat floty rzymskiej w sztormach w 255 p.n.e. i 249 p.n.e. była niestateczność okrętów spowodowana zamontowaniem kruków, lecz zdaniem innych ich wpływ na stateczność dużych okrętów był minimalny.